# Ian Prior
Pour les articles homonymes, voir Prior.
Pas d'image ? Cliquez ici

a Compétitions nationales et continentales officielles uniquement.

b Matchs officiels uniquement.
Dernière mise à jour le 21 juillet 2025.
Ian Prior, né le 21 août 1990 à Bundaberg (Australie), est un joueur international zimbabwéen de rugby à XV évoluant principalement au poste de demi de mêlée.

## Biographie
Ian Prior est né à Bundaberg, dans l'État du Queensland en Australie, d'une famille originaire du Zimbabwe venu s'y installer l'année précédente. Trois ans après sa naissance, sa famille retourne vivre au Zimbabwe pour se rapprocher de la famille de sa mère. Prior grandit dans la ferme familiale où ses parents travaillent, qui est entourée de hauts murs et gardée par des agents de sécurité. Ce cadre de vie est dû à un climat d'insécurité dans le pays depuis l'arrivée au pouvoir de Robert Mugabe, qui encourage l'organisation de milices pour s'emparer des fermes possédées par les blancs. Un jour, une milice s'empare de la ferme, ligote et braque ses grands-parents, pendant que les bâtiments sont incendiés et les animaux domestiques empoisonnés. 
Ces évènements poussent ses parents à faire leur retour en Australie en 2000, et s'installent à Redland Bay (en) dans le Queensland,. Ian Prior avec l'Ormiston College (en), et joue au rugby avec le club local du Redlands Rugby Club.

## Carrière

### En club
Ian Prior commence d'abord par jouer au niveau amateur avec le club de University of Queensland en Queensland Premier Rugby, ainsi qu'avec les équipes jeunes de la franchise des Reds.
Il commence sa carrière professionnelle en 2011 lorsqu'il est retenu avec l'équipe professionnelle des Reds en Super Rugby. Lors de sa première saison, il dispute six matchs, tous en tant que remplaçant à cause de la présence du Wallaby Will Genia à son poste. Il présent sur la feuille de match lors de la finale de la compétition que son équipe remporte face aux Crusaders, mais n'entre pas en jeu.
À la recherche de plus de temps de jeu, il rejoint les Brumbies la saison suivante,. Il continue cependant de jouer le rôle de doublure, cette fois de Nic White, connaissant seulement six titularisations en vingt-quatre matchs avec cette franchise,. Lors de sa deuxième saison, il dispute une nouvelle finale, toujours comme remplaçant, qui sera cette fois perdue face aux Chiefs,.
Après deux saisons aux Brumbies, il rejoint la franchise de la Western Force à partir de la saison 2014 de Super Rugby. Dans sa nouvelle équipe, il commence à avoir un temps de jeu conséquent, se partageant le poste avec l'ancien All Black Alby Mathewson lors de ses trois premières saisons.
À partir de 2014 également, il dispute le NRC avec Perth Spirit,. Il remporte cette compétition en 2016.
En 2017, à l'issue de la saison de Super Rugby, la Western Force est exclue du championnat en raison d'un manque de résultat, et il est contraint de partir. Il rejoint dans la foulée le club anglais des Harlequins en Premiership sur la base d'un contrat court de quelques mois. Il joue cinq rencontres lors de cette pige.
En mars 2018, il fait son retour à la Western Force, pour disputer le nouveau championnat que son équipe vient de rejoindre : le Global Rapid Rugby. Prior est désigné capitaine de cette équipe pour cette première saison, s'apparentant à une tournée d’exhibition. La saison suivante, pour la première vraie saison de ce championnat, il mène son équipe à la victoire, après avoir terminés invaincus.
Parallèlement au Global Rapid Rugby, il dispute également le NRC avec la Western Force, et remporte la compétition en 2019.
En 2020, la Western Force fait son retour en Super Rugby, dans le cadre du Super Rugby AU, et Prior continue d'en être le capitaine,. En septembre de la même année, il prolonge son contrat avec la Force jusqu'en 2022. En 2022, il prolonge à nouveau son engagement pour deux saisons supplémentaires.
À la fin de la saison 2024, après une année où il ne joue qu'une seule rencontre, il n'est pas conservé par la Western Force, et met un terme à sa carrière de joueur,.

### En équipe nationale
Ian Prior est retenu avec l'équipe d'Australie des moins de 20 ans pour disputer le championnat du monde junior en 2010. Dans l'ombre de Nic White, il ne dispute que deux rencontres comme remplaçant.
En vertu de ses origines zimbabwéennes, il est sélectionné avec l'équipe du Zimbabwe en avril 2018 pour préparer la Gold Cup 2018. Cependant, il ne rejoint finalement finalement pas cette sélection.
Finalement, six ans plus tard, il fait ses débuts internationaux avec cette équipe durant la Coupe d'Afrique,. Il remporte la compétition avec son équipe en battant l'Algérie 29 à 3 en finale.
Au mois de juillet 2025, il remporte à nouveau la Coupe d'Afrique, après avoir battu la Namibie 30 à 28. Grâce à cette victoire, son pays se qualifie pour la prochaine Coupe du monde, en 2027, pour la première fois depuis 1991.

## Palmarès

### En club
- Vainqueur du Super Rugby en 2011 avec les Queensland Reds.
- Finaliste du Super Rugby en 2013 avec les Brumbies.
- Vainqueur du NRC en 2016 avec Perth Spirit et en 2019 avec la Western Force.
- Vainqueur du Global Rapid Rugby en 2019 avec la Western Force.

### En équipe nationale
- Vainqueur de la Coupe d'Afrique en 2024 et 2025 avec l'équipe du Zimbabwe.